# 스프링클러

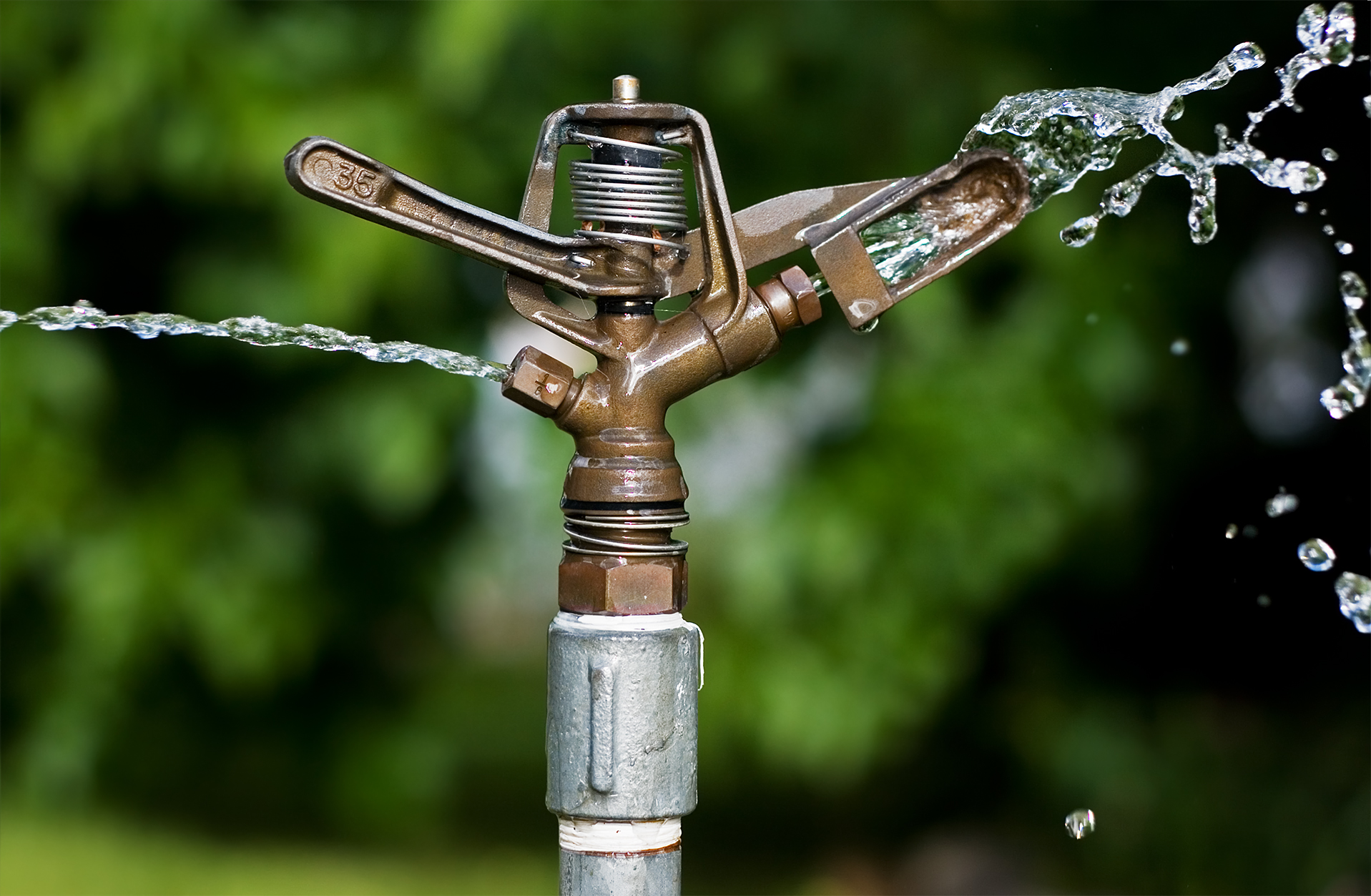

관개용 살수기(灌漑用撒水器) 또는 스프링클러(irrigation sprinkler)는 물에 높은 압력을 걸어 노즐에서 물보라처럼 분사하는 장치이다. 작물이나 잔디에 물을 주는데 사용하거나 건물 천장에 설치하여 실내온도가 70도 이상이 되면 자동으로 물을뿜는 자동 소화 장치(소방용) 등의 목적으로 사용한다. 특히 소방용으로 사용될 때는 스프링클러 설비라고한다. 물은 펌프, 밸브, 파이프, 스프링클러로 구성 가능한 망을 통해 분산된다.

## 같이 보기
- 살수차